# 典拠管理
図書館情報学や資料組織論において典拠管理（てんきょかんり）もしくは典拠コントロール（てんきょコントロール、英語: authority control）とは、書誌情報に含まれる各種の主題（著者・件名など）やその他の概念について、一貫した見出し・識別子を付与し、適切な相互参照を指示した情報（典拠ファイル）を維持管理する行為およびその方法論のこと。図書目録の作成と提供についての仕組みづくりである書誌コントロールと深く結びついた概念であるが、構造化された知識ベースとして図書館外の領域で応用されることもある。

## 概要
図書目録は古くは紙製のカードなどとして、後にはオンラインで（OPAC）実現されている。図書目録には資料を検索する「発見機能」のほか、例えば特定の著者の著作を網羅的に示す「集中機能」などが求められるが、同一の著者であっても、資料の記述によって異なる表記がなされる場合が多い。例えばウィリアム・シェイクスピアを例に取ると、
- Shakespeare, William
- W.シェイクスピア
- 沙士比阿

などは全て同じ著者を示す。「シェイクスピア」の資料を探した時に他の表記の資料が発見できなければ、目録はその機能を果たすことができない。そこでこれらの各種表記（「参照形」と呼ぶ）は全て結び付けられて管理されなければならない（名寄せ）。
そこで、一意に設定された「標目」を設定し、その他の別名を記録した典拠レコードを作成して管理する。例えば、国立国会図書館が運営する『Web NDL Authorities』は標目を「姓, 名, 生年-没年」という形式にしており、以下のようにして典拠レコードを構築している。
| ID              | 00456207                                                                |
| 標目            | Shakespeare, William, 1564-1616                                         |
| 別名            | シェイクスピア, ウィリアム; シェークスピア; シェークスピヤ; 沙士比阿; … |
| 生年            | 1564                                                                    |
| 没年            | 1616                                                                    |
| 関連リンク/出典 | n78095332 (LCNAME); NDL\|00456207 (VIAF)                                |
| 出典            | マクベス                                                                |

このとき、生年・没年など、著者を識別するのに有益な情報とともに記録し、同名の別人物との混同を避ける（排他性の確保）。出典となった資料の書誌情報もしばしば合わせて記録される。この他には、他機関が運営する典拠ファイル中の同人物の識別子とリンクが記録されている（#協調的管理の節も参照）。このレコードに見られる構造は、ファイルの統一性・網羅性を確保するため、全レコードを通じて一貫して適用する。個人名にかぎらず、団体名や地名を含めた様々な名称について典拠管理が可能である。こうした種類の典拠ファイルのことを名称典拠 (name authorities) と呼ぶ。
このほか、書誌情報の「件名」を取り扱うものとして、各種概念や主題を取り扱う主題典拠 (subject authorities)がある。主題を取り扱う場合、対象の守備範囲や対象間の関係性（同義語、上位・下位概念など）について、知識体系の全体的な把握が必要となる。そのため、オントロジーに基づく統制語彙に依存する形で主題典拠ファイルを構築することになる。一例として「ガラス」という主題についての『Web NDL Authorities』レコードから引用する。
| ID              | 00562246                                         |
| 標目            | ガラス                                           |
| 同義語          | 硝子; 玻璃; Glass                                |
| 上位語          | セラミックス; 非晶質                             |
| 下位語          | 板ガラス; 光学ガラス; ステンドグラス; ガラス繊維 |
| 関連語          | ガラス製品; ガラス工芸; ガラス工事; 釉薬         |
| 分類記号        | DL554 (NDLC); PA241 (NDLC); 573.5 (NDC9)         |
| 関連リンク/出典 | 00162000 (BSH4)                                  |

上位語・下位語・同義語等のリンクによって、主題典拠ファイルは木の枝のように各種概念の包含関係をカバーしうる。こうして構築された主題典拠は人工知能、特にエキスパートシステムが用いる知識ベースと似通った性質を持ち、一方の発展は他方の発展に役立つ。著名な主題典拠ファイルとしては『米国議会図書館件名標目表』(LCSH) があげられる。

## アクセスポイント
元来、カードや紙に印刷された目録においては、標目（典拠形）はデータの整理と配列に直結していた。しかしOPACなどデジタル化された目録においては、実際に利用者が典拠データを検索する際には標目ないし参照形のいずれかの表現を用いて資料にアクセスするのであり、標目の重要性は低下する。この立場に基づいて、「書誌データまたは典拠データを検索し、識別する名称、用語、コード等」を総称してアクセスポイントと定義する。
この立場に立つと、管理行為の主眼は「典拠形と参照形のリストの管理」よりも「多数のアクセスポイントとそのリンクの管理」にシフトするため、アクセスコントロール (access control) と呼ぶ場合もある。典拠形を一つだけ選ぶことが難しい場合も多いため、この考え方が有益なケースは少なくない。（例えば、個人の法的な名前は変わるし、他にも筆名・芸名などを用いて活動する場合もある。場合によっては、名前の表記方法に政治的・社会的な意味合いが付随しており、ある表記を典拠形と定める行為自体が特定の立場の支持と受け止められ中立性を損ねることもある。）

## 協調的管理
従来、書誌データや典拠ファイルは図書館ごとに管理されていたが、国家単位でデータをまとめる取り組みが盛んになった。日本国では国会図書館により『日本全国書誌』が刊行されており、またWorld Wide Web (WWW) を通じてアクセス可能な典拠ファイルとして『Web NDL Authorities』にて個人名・家族名・団体名・地名・統一タイトル・普通件名の典拠ファイルが提供されている。
2003年には、各国で構築されたデータを相互リンクして世界規模の典拠ファイルを構築する『バーチャル国際典拠ファイル』 (VIAF) がOnline Computer Library Center、ドイツ国立図書館とアメリカ議会図書館により始められた。その後参加機構は拡大し、2014年11月現在では26カ国から、『Web NDL Authorities』も含む35の国立図書館・文献サービスが参加している。図書館の典拠ファイルのみならず、ウィキペディアのファイルをロードする試行も行われている。
なお、VIAFでは各国で付与された識別子の情報を残した上で、VIAFとしての識別子を付与しており、これにより各国の典拠ファイルが横断的にリンクされている。例えば「#概要」節で例示したシェイクスピアのNDLレコード中の「NDL|00456207 (VIAF)」というリンクにも見られるように、他サービスのIDはそのままVIAFのレコードへのアクセスポイントとなる。

## メリット・デメリット
典拠やアクセスを管理することによって得られるメリットには、以下のような点があげられる。
利用者にとっての利便性の向上
資料を探す労力が軽減される。集中機能により、関連する文献が一覧できる。加えて、典拠ファイルそのものが簡易的な事典の役割も果たす（「情報機能」）。個人の生没年や、団体の名称の変遷を知ることができるほか、主題典拠では、念頭にあった概念より広義または狭義の単語を知ることができる。
図書館運営の効率向上
典拠ファイルが提供する構造化された情報は、図書目録を整備する側にとって有用な情報となる。
セマンティック・ウェブへの貢献
典拠ファイルが機械読み取り可能な形でオンライン提供されることは、WWW上の情報資源に意味の明確なデータを付与して機械的な意味処理を目指すセマンティック・ウェブの技術の進展に向けても有効活用できるものであり、図書館管理業務の枠を超えて有用なものになることが期待される。
一方で、典拠を管理する行為自体にかかる作業負担やコストを無視することはできない。近年のオンライン資料の増加は網羅されるべき対象を爆発的に増大させている。これに対応するためには多くの機関の間での連携が必要になるが、そのためにはシステムの相互運用性を確保する必要がある。元来、図書目録はその図書館内で完結するものであった経緯などから、データの共有に向けての課題は多い。
また、典拠管理が有効に働くためにはデータベースが完璧に近い形である必要があり、初期労力が大きい。そもそも出版や情報流通の変化にともないデータベースに要請される特性は絶えず変化し続け、人類の知識・文化体系が変化し続けることなどからすべての情報を網羅することは現実的に不可能であるが、それでもなお情報を整理し続けることは今日の図書館が担うべき任務であるとされる。